# 14348 Cumming
14348 Cumming è un asteroide della fascia principale. Scoperto nel 1985, presenta un'orbita caratterizzata da un semiasse maggiore pari a 2,6124504 UA e da un'eccentricità di 0,0451311, inclinata di 22,68361° rispetto all'eclittica.